# Aleksander (patriarcha Antiochii)
Aleksander – 26. patriarcha Antiochii; sprawował urząd w latach 412–417.